# BRAB-1000
BRAB-1000 (ros. БРАБ-1000) – radziecka bomba przeciwpancerna przeznaczona do zwalczania silnie umocnionych celów. Bomba tego typu mogła przebić do 15 cm stali, lub 180 cm żelbetu.